# Limontitán
Limontitán är en ort i Mexiko.   Den ligger i kommunen Cuetzalan del Progreso och delstaten Puebla, i den sydöstra delen av landet, 190 km öster om huvudstaden Mexico City. Limontitán ligger 506 meter över havet och antalet invånare är 385.
Terrängen runt Limontitán är huvudsakligen kuperad, men norrut är den platt. Runt Limontitán är det ganska tätbefolkat, med 134 invånare per kvadratkilometer. Närmaste större samhälle är Ciudad de Cuetzalan, 9,0 km väster om Limontitán. I omgivningarna runt Limontitán växer i huvudsak städsegrön lövskog.